# Erik de Vlieger
Erik Wim de Vlieger (Zandvoort, 29 november 1959) is een Nederlands ondernemer met belangen in onder meer een groothandel in industriële naaimachines, mediabedrijven en vastgoed.

## Biografie
Erik de Vlieger is een zoon van Jan de Vlieger, een groothandelaar in naaimachines die werkte onder de handelsnaam Internationale Machinehandel voor de Confectie-Industrie Amsterdam (IMCA). De Vlieger deed de havo op het Coornhert Lyceum in Haarlem. Na zijn eindexamen begon hij op zijn negentiende in het bedrijf van zijn vader. Van 1979 tot 1981 was hij directeur Imca UK, van 1981 tot 1983 directeur Imca bv en van 1983 tot 1990 directeur van alle Imca's en tevens van Minerva Boskovice en Prostejov in Tsjechië. Begin jaren tachtig nam hij het bedrijf over, samen met zijn broer Frans de Vlieger. Ze gingen ook industrienaaimachines produceren. In 1991 werd de fabriek verkocht. Broer Frans ging verder met de groothandel. De Vlieger nam vervolgens in Oost-Europa veel kersvers geprivatiseerde metaalfabriekjes over van hun niet met kapitalistische methoden vertrouwde kleine aandeelhouders, die hij later voor veel geld verkocht. Vanaf de jaren negentig was hij actief als vastgoedhandelaar. Later waaierden zijn activiteiten steeds meer uit. Zijn poging om in 2003 het noodlijdende dagblad Het Parool over te nemen, mislukte. Hij moest zich tevredenstellen met de door Het Parool uitgegeven huis-aan-huisbladen (Weekmedia).
In 2003 was hij de op zes na rijkste Amsterdammer. De Vlieger stond in dat jaar op plaats 140 van de Quote 500-lijst, met een vermogen van 125 miljoen euro. Zijn vermogen was ondergebracht in een holding die in totaal circa 130 vennootschappen omvatte, verdeeld over de bedrijvengroepen Argo Beheer (drukkerijen, reclame, uitgeverij), Exel Aviation Group (luchtvaartbedrijven, waaronder Air Exel), Imca Group (naaimachines, scheepvaart (Figee, Shipdock), staal, vastgoed) en Imca Media Group (internet, kranten, radio, tijdschriften (Nederlandse Tijdschriften Groep)). Later zijn de meeste van deze bedrijven verkocht.

## Uitbreiding Exel
In 2004 was hij betrokken bij verschillende overnamepogingen, gericht op het uitbreiden van zijn Exel-luchtvaartgroep. Zeer tegen de zin van zijn concern-directeuren gebruikte hij hierbij het onroerend goed van de Imca Group als onderpand. Eind 2004 probeerde De Vlieger met Holland Exel DutchBird over te nemen, Vanaf 2005 stapelden de problemen zich in hoog tempo op en raakte het imperium van De Vlieger in een vrije val. Zijn zakenpartner Niek Sandmann lukte het wel de BonairExel-onderdelen in handen te krijgen en KLM-man Floris van Pallandt aan het werk te zetten, met ondersteuning van de Antilliaanse minister Omayra Leeflang.
Op 11 januari 2005 maakte De Vlieger bekend dat hij ging stoppen met de Imca-groep en de Exel-groep, omdat hij er "geen lol" meer in zou hebben. Zijn stap volgde na negatieve publiciteit over zijn luchtvaartbedrijven en beslagleggingen door de Belastingdienst en leveranciers bij verschillende onderdelen van zijn bedrijvengroep. De Vlieger zou zijn vastgoedbedrijf willen verkopen aan de managers ervan en zou ook zijn mediagroep willen verkopen. Hij zou wel grootaandeelhouder van Exel blijven. De Vlieger klaagde ook dat hij door de politie van Amsterdam werd gevolgd en werd getreiterd. Een motoragent zou hem hebben verteld dat hij op een speciale lijst stond van mensen die opzettelijk herhaaldelijk zouden moeten worden staande gehouden.

## Justitie
Bij de rechtbank te Amsterdam begon in 2009 een proces tegen De Vlieger, hij werd op 10 september 2009 vrijgesproken. De rechtbank vond dat de bewijsmiddelen van het Openbaar Ministerie (OM) niet voldoende duidelijk maakten dat er in de zomer van 2002 sprake was van onrechtmatigheden. Zij ontkende echter dat De Vlieger door het OM kapot was gemaakt, zoals hij zelf stelde. In 2011 werd De Vlieger in hoger beroep wederom vrijgesproken. Volgens het Hof was niet bewezen dat hij zich schuldig had gemaakt aan onrechtmatigheden. Het Hof stelde dat het OM de aanklacht had gebaseerd op een verklaring van de Amsterdamse horecabaas Alberto Fernandez, die vertelde dat hij door De Vlieger was bedreigd. Het Hof beoordeelde deze verklaring als inconsistent, niet betrouwbaar, en onvoldoende om de zware verdenking op te baseren. De Nederlandse overheid heeft voor de gang van zaken haar excuus aangeboden aan De Vlieger. Deze brief publiceerde hij in zijn autobiografie.

## Media
De Vlieger maakte voor PowNed een jaar lang een radioprogramma met de titel Opvliegers. Daarnaast verscheen hij bij Pauw en Studio PowNed. Hij was vaste interviewer bij Café Weltschmerz tussen 2014 en 2017. In 2021 won De Vlieger samen Yves Gijrath de Dutch Podcast awards 2021 in de categorie Media en Opinie met hun podcast The GYGS. In navolging hiervan begonnen zij een nieuwe podcast Gijrath & De Vlieger. De eerste aflevering hiervan was op 5 september 2022.
Op 6 september 2022 in de tweede aflevering beschuldigden zij in deze podcast zonder goed bronnenonderzoek Jaap van Dissel valselijk van het ontvangen van tonnen smeergeld. Na aanmaning trokken ze de beschuldiging weer in.

## Recente activiteiten
In januari 2025 kondigde De Vlieger aan dat hij een voormalige fabriek in de Algarve heeft aangekocht, met plannen om deze te transformeren tot een multifunctioneel complex met woningen en commerciële ruimtes.